# 慶祥
慶祥（？—1826年），圖博特氏，蒙古正白旗人，清朝官员。
大學士保寧子。授藍翎侍衛。嘉慶十三年，襲三等公爵，授散秩大臣、鑲白旗蒙古副都統，兼正藍旗護軍參領。歷理藩院侍郎、工部侍郎。十八年，隨那彥成剿滑縣教匪。凱旋而歸，擢正黃旗漢軍都統，歷熱河都統、烏魯木齊都統、喀什噶爾參贊大臣。道光六年，張格爾圍攻喀什噶爾城，城陷後，慶祥上吊自盡。清廷追贈太子太保，晉封一等公，兼雲騎尉世職，諡壯直。

## 延伸阅读
[在维基数据编辑]
 《清史稿·卷368》，出自趙爾巽《清史稿》